# Anopheles asiatica
Anopheles asiatica este o specie de țânțari din genul Anopheles, descrisă de Giles în anul 1904. Conform Catalogue of Life specia Anopheles asiatica nu are subspecii cunoscute.